# Luigi Arcioni
Luigi Arcioni (Brescia, 1841 – Brescia, 26 maggio 1918) è stato un architetto italiano.

## Biografia
Viene avviato allo studio dell'architettura dal padre, modesto capomastro che aveva lavorato più volte per Rodolfo Vantini. Durante la sua carriera ha eseguito numerosissime opere e restauri a edifici e monumenti, lavorando soprattutto nell'area bresciana e spesso collaborando con gli altri grandi architetti del suo tempo, ad esempio con Antonio Tagliaferri.
È stato insegnante di disegno nell'istituto professionale "Moretto", membro di numerose commissioni e presidente della Commissione per la conservazione dei monumenti e della Fabbriceria del Duomo.

## Opere
Tra le opere principali si ricordano la chiesa parrocchiale di Villa di Salò (1909-1912), un edificio scolastico a Iseo, la Chiesa del Santissimo Sacramento delle Ancelle della Carità a Brescia, il battistero del Duomo nuovo, il campanile della chiesa parrocchiale di Botticino Mattina, l'ospedale di Chiari, la chiesa dell'Istituto Artigianelli in città e il cimitero di Bagnolo Mella. Progettò la chiesa di San Giovanni Piamarta a Brescia inaugurata nel 1907.
Tra i restauri si ricordano invece quelli eseguiti nel Broletto, nel Duomo vecchio, nella chiesa di San Francesco d'Assisi e nella chiesa di Santa Maria dei Miracoli. Collaborò anche alla ricostruzione della Loggia delle Grida in Piazza del Duomo e al rinnovo della chiesa parrocchiale di Ghedi. Opere sue si trovano anche nel Cimitero Vantiniano.